# Ballarat
Ballarat (/ˈbæ.lə.ˌɹæt/) est une importante ville continentale de l'État du Victoria, en Australie. Avec 119 096 habitants en 2024, c'est, par sa population, la troisième ville de l'État, derrière Melbourne et Geelong, la troisième ville continentale de toute l'Australie derrière Canberra, la capitale fédérale et Toowoomba, dans le Queensland. Elle est située à environ 120 km au nord-ouest de Melbourne. Située à 441 m d'altitude, elle occupe une superficie administrative d'environ 740 km2, une surface bâtie d'environ 75 km2.

## Histoire
La ville occupe l'emplacement d'un ancien ranch établi en 1838 par William Cross Yuille et Henry Anderson et appelé « Ballaarat », mot dérivé de la langue aborigène et signifiant « campement ». On y découvrit ensuite de l'or, et une ville fut fondée dans les années 1850. L'afflux de population et de richesses provoqué par la ruée fit alors de Ballarat la ville la plus importante de l'État. Les nombreux bâtiments en pierre qui sont encore visibles à Ballarat témoignent de cette ancienne prospérité. C'est le cas en particulier dans le quartier de Lydiard Street, qui contient quelques-uns des plus beaux exemples d'architecture victorienne de l'État, classés en tant que tels par le National Trust of Australia.
En 1930, la ville disposa d'un aérodrome qui se développa fortement lorsqu'on y installa l'école de radios et d'artilleurs de la Royal Australian Air Force (RAAF) ainsi que la base de bombardiers pendant la Seconde Guerre mondiale. À cette époque l'aéroport disposait de trois pistes en dur dont deux de plus de 2 000 m de long et de 45 m de large. Après la fermeture de la base de la RAAF en 1960, le trafic a fortement chuté  et les équipements ont été réduits. La gestion de l'aéroport est dorénavant confiée au Ballarat City Council (le council de la zone d'administration locale).
Ballarat reste dans l'histoire comme le lieu de naissance du seul soulèvement civil armé qu'ait connu l'Australie, le soulèvement d'Eureka (1854). Un parc historique et un mémorial commémorent l'événement.

## Économie
La ville est reliée à Melbourne par une autoroute, la Western Freeway, et un service de trains rapides. L'aéroport est en cours de modernisation et d'agrandissement. La ville dispose d'un service de bus et de taxis.
De nos jours, les principales activités de la ville comprennent le tourisme, l'industrie agro-alimentaire, la fabrication de briques et de tuiles, ainsi que les technologies de l'information.

## Climat
Ballarat bénéficie d'un climat océanique (Köppen: Cfb) avec des étés tièdes et assez secs et des hivers frais et relativement humides. En raison de cet altitude, les températures à Ballarat sont en général de 2 à 3 °C plus basses que celles de Melbourne. Ainsi, les temps maximales varient de 25,3 ºC en janvier à 10,1 ºC en juillet; tandis que les temps minimales rangent de 11,5 ºC en février à 3,2 ºC en juillet. La pluviométrie est modérée basse : 685,2 mm par an, mais elle est relativement fréquente : avec 167.1 jours pluvieux. Évidemment, la ville n'est pas ensoleillée, parce qu'elle expérience 180.2 jours nuageux et seulement 55.2 jours clairs annuellement.
Depuis 1908, à Ballarat, la pluviométrie fluctuait de 995,7 mm en 1960 (l'année la plus humide) à 301,8 mm en 2006 (l'année la plus sèche). De plus, le 6 février 1973, la ville a été enregistrée sa maximale de pluviosité quotidienne : 121,9 mm. La température la plus élevée enregistrée est de 44,1 ºC le 7 février 2009, tandis que la température la plus basse est de −6,0 ºC le 21 juillet 1982.

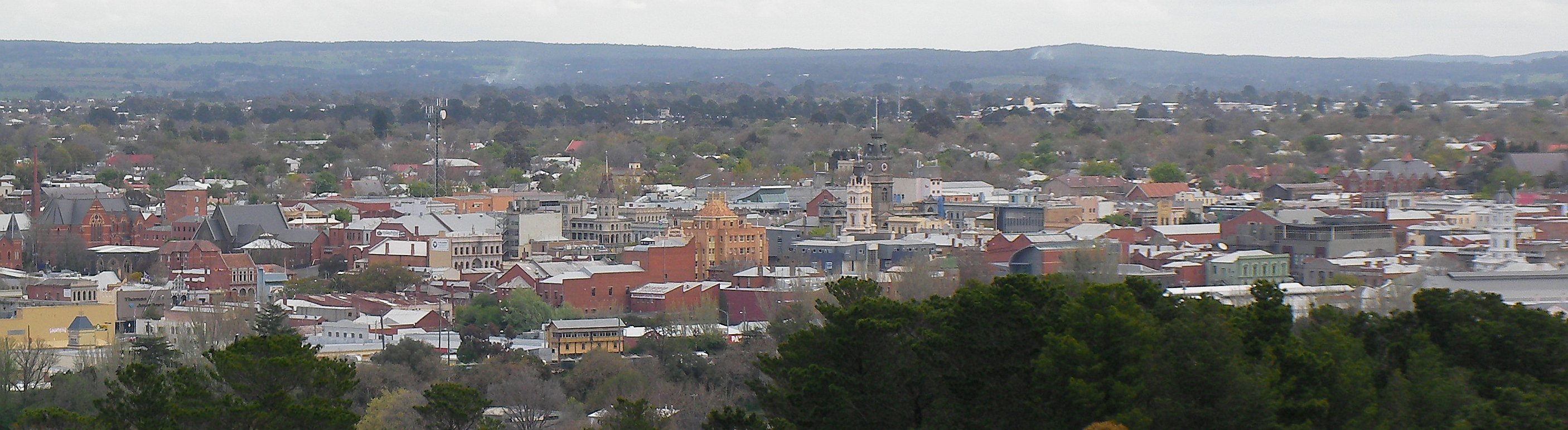
Vue panoramique sur Ballarat.

| Mois                                  | jan.     | fév.      | mars      | avril     | mai       | juin      | jui.      | août    | sep.      | oct.      | nov.      | déc.      | année           |
| ------------------------------------- | -------- | --------- | --------- | --------- | --------- | --------- | --------- | ------- | --------- | --------- | --------- | --------- | --------------- |
| Température minimale moyenne (°C)     | 11       | 11,5      | 10        | 7,5       | 5,7       | 4         | 3,2       | 3,7     | 4,8       | 6,2       | 7,9       | 9,5       | 7,1             |
| Température maximale moyenne (°C)     | 25,3     | 25,1      | 22,3      | 17,7      | 13,7      | 10,8      | 10,1      | 11,5    | 13,9      | 16,7      | 19,7      | 22,7      | 17,5            |
| Record de froid (°C) date du record   | 0,7 2009 | −1,4 1986 | −0,6 1965 | −4,1 1987 | −4,5 1990 | −4,6 1996 | −6 1982   | −5 1963 | −4,6 2015 | −3,6 2006 | −1 1992   | −1 1991   | −6 21/07/1982   |
| Record de chaleur (°C) date du record | 42 2003  | 44,1 2009 | 37,9 2016 | 32,2 2018 | 26,1 1988 | 21,6 1957 | 19,1 1975 | 23 1982 | 27,9 1961 | 33,4 2006 | 37,3 1982 | 43,5 2019 | 44,1 07/02/2009 |
| Précipitations (mm)                   | 40,2     | 42,2      | 41,6      | 51,4      | 63,9      | 62,6      | 66,1      | 73,4    | 70,6      | 66,9      | 56        | 50,1      | 685,2           |
| Nombre de jours avec précipitations   | 7,7      | 7,1       | 9,5       | 12,6      | 16,5      | 18,1      | 20,1      | 19,7    | 16,8      | 15,4      | 12,7      | 10,9      | 167,1           |
| Humidité relative (%)                 | 42       | 44        | 48        | 57        | 69        | 76        | 75        | 70      | 63        | 59        | 54        | 47        | 59              |

## Jumelage
- Inagawa (Japon)

## Personnalités liées à la commune
- Dora Ohlfsen-Bagge (1869-1948), peintre, sculptrice et médailleuse australienne, y est née ;
- Hilda Rix Nicholas (1884-1961), peintre, y est née.
- Alice Ross-King (1887-1968), infirmière australienne, y est née.
- Bull Allen (1916-1982), soldat s'étant illustré à la bataille du mont Tambu, y est né et y est décédé.
- Russell Mark (1972-), champion olympique de tir.